# 斯普林敦 (阿肯色州)
斯普林敦（英語：Springtown）是一個位於美國阿肯色州本頓縣的市鎮。根據2020年美國人口普查，該地共人口83人，而該地的面積約為1.40平方千米。

## 地理
斯普林敦的座標為36°15′39″N 94°25′21″W / 36.26083°N 94.42250°W，而該地的平均海拔高度為367米（即1204英尺）。